# Resident Evil 3: Nemesis
Resident Evil 3: Nemesis, udgivet i Japan som Biohazard 3: Last Escape (バイオハザード3　ラストエスケープ Baiohazādo Surī: Rasuto Esukēpu), er et computerspil og det tredje i Resident Evil-serien.
Spillets handling foregår endnu engang i Raccoon City, og kører parallelt med Resident Evil 2s handling. Man kontrollerer Jill Valentine, en af de overlevende S.T.A.R.S.-medlemmer fra seriens første spil, Resident Evil. I Raccoon Citys forrådne gader møder Jill blandt andre Carlos Olivier, som er en del er det fiktive firma Umbrellas U.B.C.S.-enhed (Umbrella Biohazard Countermeasure Service). Sammen skal de flygte fra den frygtelige mutant, Nemesis, som er blevet sendt af Umbrella.
Spillet blev udgivet til Sony PlayStation og siden hen portet til Sega Dreamcast, PC og Nintendo GameCube. Handlingen i spillet danner grundlag for filmen Resident Evil: Apocalypse.

## Introduktion
Spillet starter 3 måneder efter hændelserne i Resident Evil og viser Raccoon Citys sidste timer fra et andet perspektiv end Leon S. Kennedys og Claire Redfields.
Forgående én dag før Resident Evil 2 og én dag efter, følger spilleren atter engang Jill Valentine, hovedepersonen fra Resident Evil. Chris er taget til Europa for at tage til Umbrella's hovedkontor i Paris, og Barry er taget til Canada med sin familie. Det er kun Jill og Brad Vickers, piloten for S.T.A.R.S Alpha holdet, der er tilbage i Raccoon City. Før de kan komme væk bryder T-virusset ud i byen og gør indbyggerne til de levende døde. For Jill bliver det en genoplevelse af mareridtet i Spencer Mansion, og værre endnu, bliver hun jagtet af et af Umbrella's hemmelige B.O.W'er (Bio Organic Weaponry): Nemesis.
| computerspil | Spire Denne computerspilsrelaterede artikel er en spire som bør udbygges. Du er velkommen til at hjælpe Wikipedia ved at udvide den. |